# Mabel Condemarín
Mabel Condemarín Grimberg (Iquique, 3 de noviembre de 1931 — Santiago, 30 de marzo de 2004) educadora chilena, Premio Nacional de Ciencias de la Educación, 2003.

## Biografía
Mabel Condemarín hizo sus estudios primarios en la Escuela Santa María de Iquique, y posteriormente ingresó a la Escuela Normal de La Serena y la Escuela Normal Superior José Abelardo Núñez. Especializada en la enseñanza de la lectura, realizó numerosas publicaciones en esta área, varias de ellas en conjunto con su marido, el profesor Felipe Alliende.
Durante largo tiempo fue académica de la Pontificia Universidad Católica de Chile. En 1990 llegó al Ministerio de Educación para hacerse cargo del área de lenguaje del Programa de las 900 escuelas con más bajo rendimiento académico (P-900).
Fue una gran divulgadora de los métodos de enseñanza de la lectura en toda Latinoamérica, lo que le valió el reconocimiento de tener escuelas con su nombre, una en Perú y otra en Colombia, actualmente el ex-Liceo Técnico de Chillán lleva también su nombre. 
En el año 2003 le fue conferido el Premio Nacional de Ciencias de la Educación. 
Murió en Santiago, el 30 de marzo de 2004, después de una corta e inesperada enfermedad.

## Publicaciones
Textos escolares
- Ene-tene tu: apresto para la lectura, Felipe Alliende, Mabel Condemarín (Zig Zag, 1982, 11ª edición)
- Dame la mano: lectura y lenguaje 1° básico Felipe Alliende, Mabel Condemarín, Mariana Chadwick (Zig Zag, 1983)

- Comprensión de la lectura 2: fichas de lectura para ninõs de 10 a 12 años, Felipe Alliende, Mabel Condemarín, Mariana Chadwick y Neva Milicic (Galdoc, 1982, 1.ª edición; Andrés Bello 2001, 16.ª edición)
- Comprensión de la lectura 3: fichas para el desarrollo de la comprensión de la lectura, destinadas a adolescentes, Felipe Alliende, Mabel Condemarín, Mariana Chadwick y Neva Milicic (Andrés Bello, 1996, 9ª edición)

Textos académicos
- La dislexia. Manual de lectura correctiva, Mabel Condemarín y Marlys Blomquist (Editorial Universitaria, 1970)
- La lectura: teoría, evaluación y desarrollo, Felipe Alliende y Mabel Condemarín (Andrés Bello, 1986)
- La escritura creativa y formal, Mabel Condemarín y Mariana Chadwick (Andrés Bello 1988)
- De la asignatura de Castellano al área del lenguaje, Felipe Alliende y Mabel Condemarín (Dolmen Ediciones, 1997)
- Comprensión de la lectura, Felipe Alliende, Mariana Chadwick y Mabel Condemarín (Andrés Bello, 1998)
- Las Fuerzas Armadas y Carabineros de Chile: Su Regulación Constitucional y Orgánica Constitucional Mario Duvauchelle Rodríguez, Felipe Alliende, Mariana Chadwick, Mabel Condemarín (Editorial Jurídica de Chile, 2001)
- Madurez Escolar, Mabel Condemarin, Mariana Chadwick, Neva Milicic (Editorial Andrés Bello, 1995, 7a. edición)

Libros para niños
- La gallinita roja y el grano de trigo, (4 cuentos) recopilación y adaptación de Cecilia Beauchat y Mabel Condemarín (Andrés Bello, 1985)
- El lobo y el zorro y otros cuentos, Cecilia Beauchat y Mabel Condemarín (1990)
- Juguemos a leer,  Mabel Condemarín (Salo, 1990)
- Caracol, caracol, saca tu librito al sol, Cecilia Beauchat y Mabel Condemarín (Editorial Universitaria, 1991, antología)
- Trompitas el elefante, Cecilia Beauchat y Mabel Condemarín (Dolmen, 1993)